# Mattia Bianchi
Mattia Bianchi (Lugano, 2 aprile 1984) è un ex hockeista su ghiaccio svizzero che ha giocato come attaccante.

## Carriera
Mattia Bianchi inizia già dall'età di tre anni a giocare ad hockey e cresce nelle giovanili dell'HC Lugano fra il 2000 e il 2004. Tuttavia esordisce in Lega Nazionale A già nel 2002, disputando due partite. Rimane a Lugano fino al 2006, dopo due prestiti all'EHC Chur, in Lega Nazionale B, conquistando anche due titoli nazionali. Dal 2006 invece gioca per l'altra squadra del Canton Ticino, l'HC Ambrì-Piotta, con cui ha un contratto valido fino al 2012.

## Statistiche
Statistiche aggiornate al luglio 2012.

### Club
| Stagione  | Squadra                    | Stagione regolare | Stagione regolare | Stagione regolare | Stagione regolare | Stagione regolare | Stagione regolare | Playoff | Playoff | Playoff | Playoff | Playoff |
| Stagione  | Squadra                    | Lega              | P                 | G                 | A                 | Pt                | PIM               | P       | G       | A       | Pt      | PIM     |
| --------- | -------------------------- | ----------------- | ----------------- | ----------------- | ----------------- | ----------------- | ----------------- | ------- | ------- | ------- | ------- | ------- |
| 2000-2001 | Lugano U20                 | Elite Jr. A       | 31                | 0                 | 1                 | 1                 | 16                |         |         |         |         |         |
| 2001-2002 | Lugano U20                 | Elite Jr. A       | 36                | 11                | 14                | 25                | 34                |         |         |         |         |         |
| 2002-2003 | Lugano U20                 | Elite Jr. A       | 36                | 22                | 17                | 39                | 92                |         |         |         |         |         |
|           | Lugano                     | NLA               | 2                 | 0                 | 0                 | 0                 | 0                 |         |         |         |         |         |
| 2003-2004 | Lugano U20                 | Elite Jr. A       | 9                 | 2                 | 3                 | 5                 | 49                |         |         |         |         |         |
|           | Lugano                     | NLA               | 37                | 1                 | 1                 | 2                 | 4                 |         |         |         |         |         |
|           | Giovanni Discatori Turrita | Switzerland3      | 14                | 2                 | 30                | 5                 | 12                |         |         |         |         |         |
| 2004-2005 | Lugano                     | NLA               | 40                | 4                 | 3                 | 7                 | 16                |         |         |         |         |         |
|           | Chur                       | NLB               | 3                 | 0                 | 0                 | 0                 | 0                 |         |         |         |         |         |
| 2005-2006 | Lugano                     | NLA               | 31                | 0                 | 3                 | 3                 | 22                |         |         |         |         |         |
|           | Chur                       | NLB               | 2                 | 0                 | 0                 | 0                 | 27                |         |         |         |         |         |
| 2006-2007 | Ambrì-Piotta               | NLA               | 44                | 2                 | 5                 | 7                 | 40                |         |         |         |         |         |
| 2007-2008 | Ambrì-Piotta               | NLA               | 47                | 5                 | 6                 | 11                | 24                | -       | -       | -       | -       | -       |
|           |                            | Playout           | 11                | 1                 | 1                 | 2                 | 12                | -       | -       | -       | -       | -       |
| 2008-2009 | Ambrì-Piotta               | NLA               | 37                | 6                 | 6                 | 12                | 14                | -       | -       | -       | -       | -       |
|           |                            | Playout           | 12                | 1                 | 0                 | 1                 | 10                | -       | -       | -       | -       | -       |
| 2009-2010 | Ambrì-Piotta               | NLA               | 49                | 1                 | 2                 | 3                 | 24                | -       | -       | -       | -       | -       |
|           |                            | Playout           | 6                 | 0                 | 1                 | 1                 | 2                 | -       | -       | -       | -       | -       |
| 2010-2011 | Ambrì-Piotta               | NLA               | 40                | 1                 | 9                 | 10                | 44                | -       | -       | -       | -       | -       |
|           |                            | Playout           | 15                | 0                 | 0                 | 0                 | 10                | -       | -       | -       | -       | -       |
| 2011-2012 | Ambrì-Piotta               | NLA               | 43                | 2                 | 1                 | 3                 | 20                | -       | -       | -       | -       | -       |
|           |                            | Playout           | 13                | 0                 | 1                 | 1                 | 8                 | -       | -       | -       | -       | -       |

## Palmarès

### Club
- Campionato svizzero: 2

 Lugano: 2002-03, 2005-06